# Морское блюдечко
Морское блюдечко — общеупотребительное название для различных солёно- и пресноводных улиток (водных брюхоногих моллюсков). Оно относится к улиткам с простой раковиной, обычно конической формы, не свёрнутой в спираль.
Морскими блюдечками чаще всего называют представителей клады Patellogastropoda, настоящих морских блюдечек, обитающих в морских бассейнах; однако раковины конической формы возникали в процессе эволюции брюхоногих моллюсков несколько раз в различных кладах с жаберным и лёгочным дыханием. Название связано с характерной «блюдцевидной» формой раковины. Многие моллюски, имеющие такую раковину, принадлежат к разным таксонам:
- Patellogastropoda[англ.], например Patellidae
- Vetigastropoda, например Fissurellidae, Lepetelloidea[англ.]
- Neritimorpha, например Phenacolepadidae
- Heterobranchia, группа Opisthobranchia, например Tylodinidae
- Heterobranchia, группа Pulmonata, например Siphonariidae, Latiidae, Trimusculidae[англ.]

Исследование зубов морского блюдечка выявило, что они являются наиболее прочной из известных биологических структур.

## Настоящие морские блюдечки

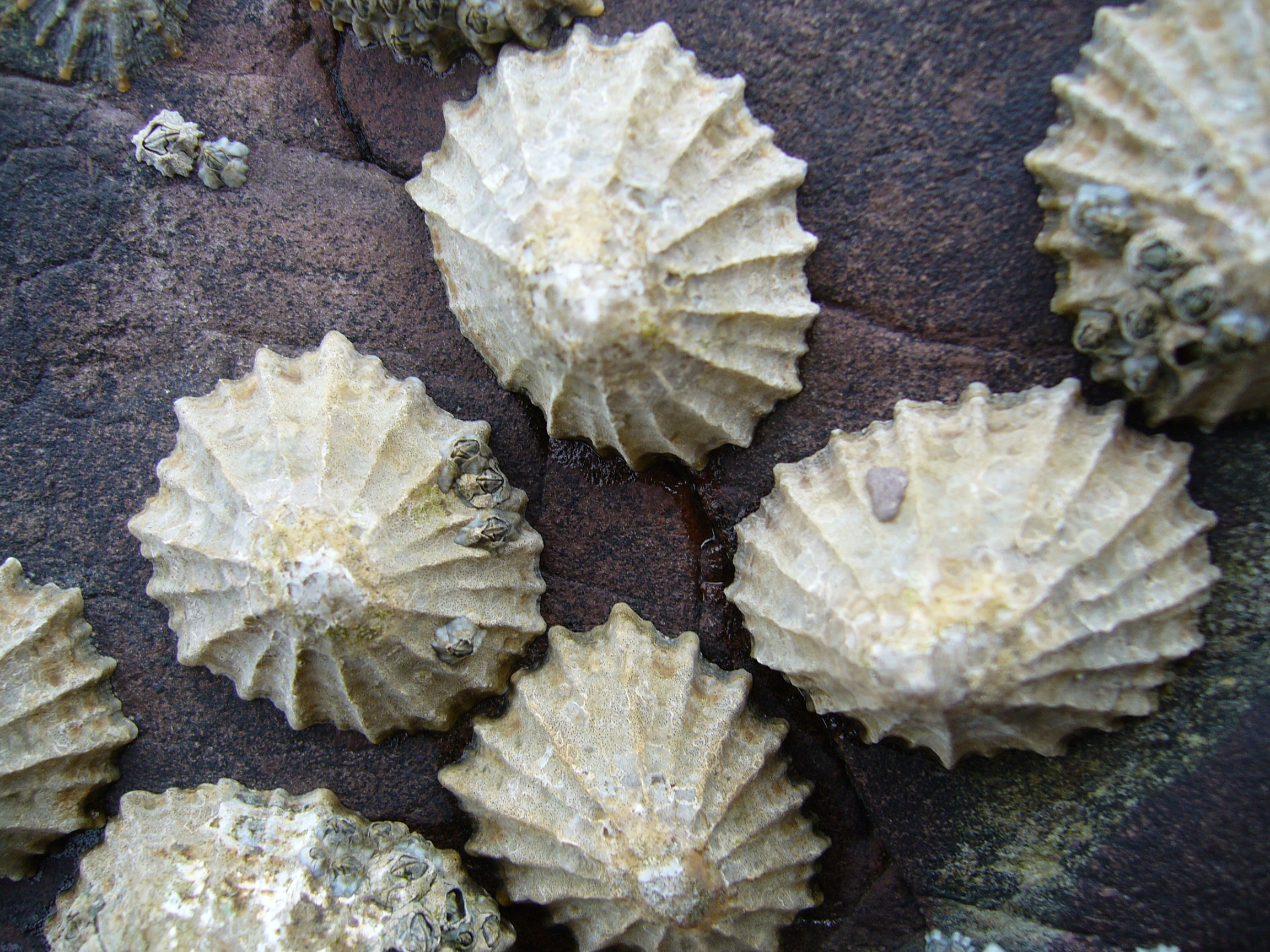
Особи ' на поверхности скалы в Уэльсе

Термин «Настоящие морские блюдечки» используется только по отношению к морским моллюскам древней клады Patellogastropoda, которая состоит из пяти современных и двух ископаемых семейств.

## Использование просторечного названия
Наряду с настоящими морскими блюдечками, термин «морские блюдечки» применяется к целому ряду прочих улиток, у которых раковины взрослых особей не свёрнуты спиралью. Используется также термин «Ложные морские блюдечки».

### Морские представители

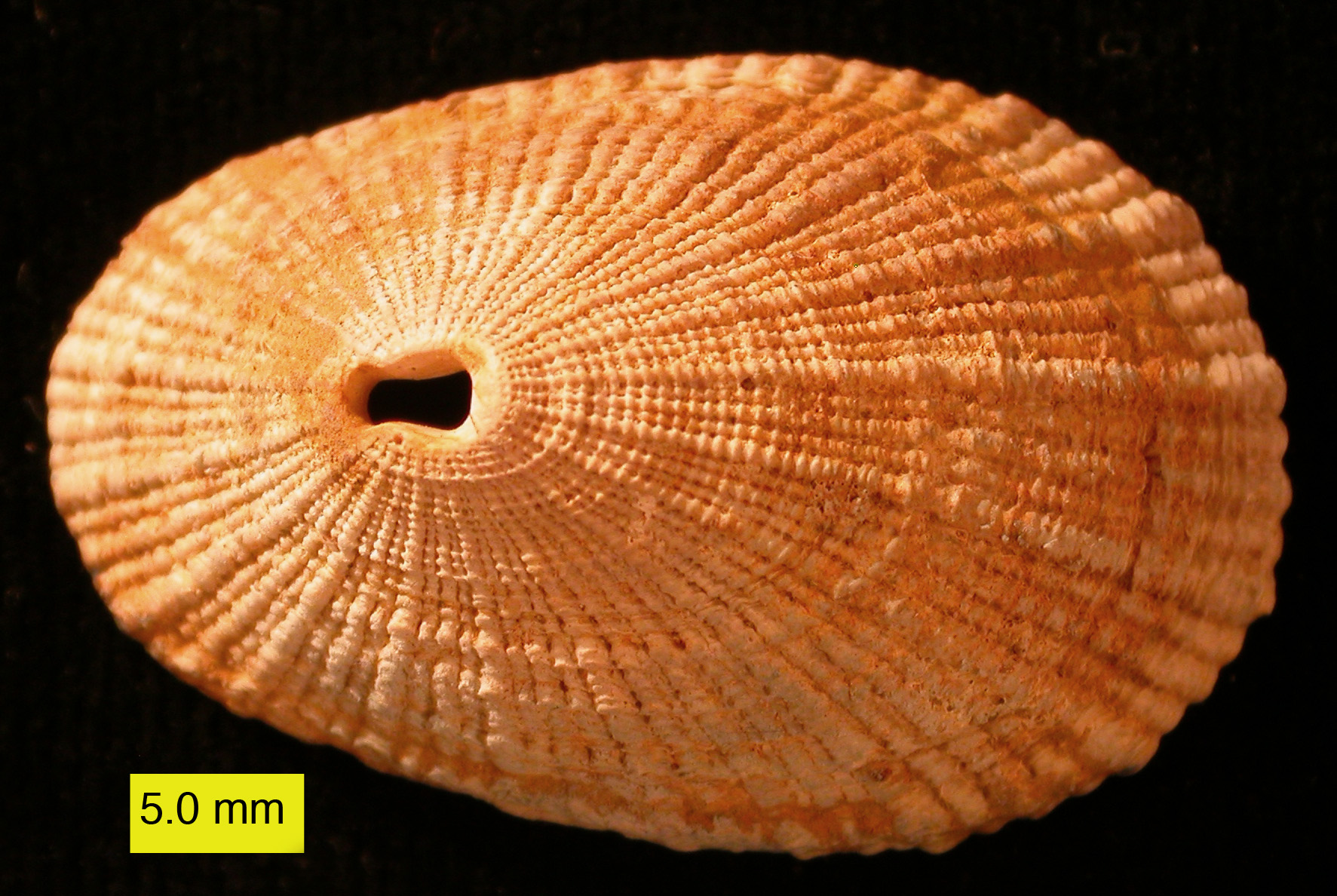
Ископаемая раковина Diodora italica (сем. Fissurellidae) или блюдечко «замочная скважина» из плиоценовых отложений Кипра

- Блюдечко «замочная скважина»[англ.] — Fissurellidae
- Обитатели подводных гидротермальных источников — Neomphaloidea[англ.] и Lepetodriloidea[англ.]
- Неритиды — Phenacolepadidae
- Calyptraeidae[англ.]
- Hipponix[англ.] и другие Hipponicidae[англ.]
- Тилодина[англ.]
- Umbraculum

- Две группы ложных блюдечек с лёгочным дыханием
  - Siphonariidae
  - Trimusculus — Trimusculidae[англ.]

### Пресноводные представители
- Речные и озёрные с лёгочным дыханием — Ancylidae[англ.].

Большая часть морских представителей имеют жабры, тогда как все пресноводные и некоторые морские представители имеют мантийную полость, которая функционирует как лёгкое (в некоторых случаях она повторно приспособилась для выделения кислорода из воды).
Таким образом, термин «морские блюдечки» применяется к большой разнородной группе брюхоногих моллюсков, которые в процессе независимой эволюции пришли к сходной форме раковины.